# Guerra da Sucessão Bávara
A Guerra da Sucessão Bávara consistiu num confronto entre uma aliança Saxo-Prussiana contra a Monarquia de Habsburgo, entre Julho de 1778 e 21 de Maio de 1779, para evitar que os Habsburgos ficassem com o Eleitorado da Baviera. Embora a guerra se tenha limitado a algumas pequenas escaramuças, morreram milhares de soldados devido a doenças e fome, facto que deu o nome de Kartoffelkrieg (Guerra da Batata) ao conflito, na Saxónia e na Prússia; na Áustria de Habsburgo, o confronto era por vezes chamado de Zwetschgenrummel (Rebuliço da Ameixa).
Em 30 de Dezembro de 1777, Maximiliano José, o último representante da linha junior dos Wittelsbach, morreu de varíola, sem deixar descendência. Carlos da Baviera, um membro de um ramo mais antigo da Casa de Wittelsbach, era o parente mais próximo, mas também não tinha filhos legítimos que o sucedessem. Assim, o seu primo, Carlos II Augusto, Duque de Zweibrücken, era quem possuia legitimidade para ser o herdeiro presuntivo de Carlos da Baviera. Ao longo da fronteira sul da Baviera, o Imperador do Sacro Império Romano, José II cobiçava o território bávaro e tinha casado com a irmã de Maximiliano José, Maria Josefa da Baviera, em 1765, para fortalecer qualquer reivindicação que surgisse. O seu acordo com o herdeiro, Carlos Teodoro, para repartir o território negava qualquer reclamação do herdeiro presuntivo, Carlos Augusto.
A aquisição de territórios nos estados de língua alemã era uma parte essencial da política de José II como forma de expandir a influência da sua família na Europa Central. Para Frederico, o Grande, a reivindicação de José II ameaçava a crescente influência da Prússia na políticas alemãs, mas ficou indeciso sobre se devia manter o status quo pela via bélica pu pela via diplomática. A Imperatriz Maria Teresa da Áustria, que reinava juntamente com José II, considerava que qualquer conflito sangrento com o Eleitorado bávaro era desnecessário, e nem Maria Teresa nem Frederico viam qualquer vantagem em seguir pela via mais conflituosa. Contra a insistência da sua mãe, José II não desistia da sua reivindicação. Frederico Augusto III, Eleitor da Saxónia, queria preservar a integridade territorial do Ducado do seu cunhado, Carlos Augusto, e não tinha qualquer interesse em ver os Habsburgos a adquirir mais territórios nas suas fronteiras sul e oeste. Apesar de não simpatizar com a Prússia, que tinha sido inimiga da Saxónia em duas guerras anteriores, Carlos Augusto desejava o apoio de Frederico, que estava entusiasmado em desafiar os Habsburgos. A França também se envolveu por forma a manter o balanço de poder. Por fim, a ameaça de Catarina, a Grande de intervir ao lado da Prússia com cinquenta mil soldados russos, forçou José II a repensar a sua posição. Com o apoio de Catarina, ele e Frederico negociaram uma solução para o problema da sucessão bávara com o Tratado de Teschen, assinado em 13 de Maio de 1779.
Para alguns historiadores, a Guerra da Sucessão Bávara foi a última do género "Guerras de Gabinete" (Kabinettskriege) do Ancien Régime, nas quais as tropas eram mobilizadas enquanto os diplomatas viajavam entre capitais para resolver os problemas dos seus monarcas. As subsequentes Guerras revolucionárias francesas e Guerras Napoleónicas seriam diferentes em termos de extensão, estratégia e tácticas.